# Bollarum

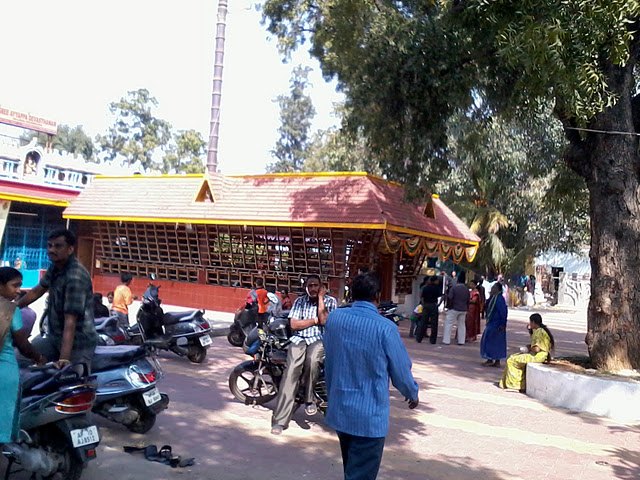
Templo Bolarum Ayyappa

Bollarum (também chamado de Bolaram, Bolarum, e Bollaram) é uma cidade nos suburbios de Hyderabad, India, no estado indiano de Andhra Pradesh.

## Informação
Bollarum é dividida em algumas localidades chamadas Doveton Bazar, Chintal Bazar, Sadar Bazar, Risala Bazar, Poineer Bazar, Burton Guda e Macha Bollarum (que é separada de outras mencionadas pelo trilho de um trem que tem uma linha métrica). Parte de Bollarum é Hyderabad distrito e uma parte é na Ranga Reddy.
Éuma cidade famosa pelo futebol. Muitos dos jogadores da cidade estiveram na seleção de futebol da India.  Bollarum é também um pico educacional de Hyderabad por causa de suas numerosas escolas e faculdades entre os quais estão os prestigiados Colégio de Garotas St. Anne, a Escola de Gramática Valerian e algumas escolas de pós-graduação.  Também, um colégio internacional de economia e comércio. Existe um grande bazar chamado Sadar Bazaar que tem muitas lojas texteis, de joias, lojas gerais e de empréstimo de dinheiro. Também existe um lucar popular com templos hindus, para nomear alguns: templo Ayappa que é um ds mais velhos templos em Andhra Pradesh e o templo Muthyaalamma aonde todos s fins de semana são como carnaval, Templo Hanuman, Templo Mahankali, etc.  Bollarum é uma área de canções.